# Seznam dílů seriálu Barva moci
Toto je seznam dílů seriálu Barva moci.

## Přehled řad
| Řada | Díly | Premiéra v USA  | Premiéra v USA  | Premiéra v ČR     | Premiéra v ČR  |
| Řada | Díly | První díl       | Poslední díl    | První díl         | Poslední díl   |
| ---- | ---- | --------------- | --------------- | ----------------- | -------------- |
| 1    | 10   | 22. března 2017 | 24. května 2017 | 28. července 2018 | 26. srpna 2018 |

## Seznam dílů
| Č. v seriálu | Původní název                          | Český název                     | Režie                 | Scénář                                                                | Premiéra v USA  | Premiéra v ČR     |
| ------------ | -------------------------------------- | ------------------------------- | --------------------- | --------------------------------------------------------------------- | --------------- | ----------------- |
| 1            | Hour One: Pilot                        | První hodina                    | Gina Prince-Bythewood | Gina Prince-Bythewood a Reggie Rock Bythewood                         | 22. března 2017 | 28. července 2018 |
| 2            | Hour Two: Betrayal of Trust            | Druhá hodina: Zrazená důvěra    | Millicent Shelton     | Mick Betancourt                                                       | 29. března 2017 | 29. července 2018 |
| 3            | Hour Three: Somebody's Son             | Třetí hodina: Zmizelý           | Anthony Hemingway     | Denitria Harris-Lawrence                                              | 5. dubna 2017   | 4. srpna 2018     |
| 4            | Hour Four: Truth                       | Čtvrtá hodina: Hodina pravdy    | Malcolm D. Lee        | Reggie Rock Bythewood                                                 | 12. dubna 2017  | 5. srpna 2018     |
| 5            | Hour Five: Before the Storm            | Pátá hodina: Před bouří         | Kasi Lemmons          | Marissa Jo Cerar                                                      | 19. dubna 2017  | 11. srpna 2018    |
| 6            | Hour Six: The Fire This Time           | Šestá hodina: Město v plamenech | Jonathan Demme        | Jeff Stetson                                                          | 26. dubna 2017  | 12. srpna 2018    |
| 7            | Hour Seven: Content of Their Character | Sedmá hodina: Otázka charakteru | John David Coles      | J. David Shanks                                                       | 3. května 2017  | 18. srpna 2018    |
| 8            | Hour Eight: Rock Bottom                | Osmá hodina: Na dně             | Gina Prince-Bythewood | Gina Prince-Bythewood                                                 | 10. května 2017 | 19. srpna 2018    |
| 9            | Hour Nine: Come to Jesus               | Devátá hodina: Obrať se k bohu  | Ami Canaan Mann       | Christopher Lee Bythewood, Denitria Harris-Lawrence a Mick Betancourt | 17. května 2017 | 25. srpna 2018    |
| 10           | Hour Ten: Last Dance                   | Desátá hodina: Poslední tanec   | Reggie Rock Bythewood | Reggie Rock Bythewood a Marissa Jo Cerar                              | 24. května 2017 | 26. srpna 2018    |